# Me & My
Me & My é uma dupla musical dinamarquesa formada em 1995 pelas irmãs Susanne Georgi e Pernille Georgi. Elas são mais conhecidas pelo seus singles de 1995 "Dub-I-Dub" e "Baby Boy", do álbum Me & My, de imenso sucesso mundial. A dupla é muito conhecida por ser uns dos primeiros projetos de bubblegum dance do mundo.
Antes de se tornarem Me & My, a dupla era conhecida como "SuPer Sisters" (a palavra "SuPer" era um composto dos primeiros nomes das duas cantoras). No começo dos anos 90, elas lançaram dois álbuns em dinamarquês e tentaram entrar no Festival Eurovisão da Canção 1991, mas infelizmente Susanne (com 15 anos na época) era jovem demais para entrar. A música que elas deveriam cantar terminou em 2º na final nacional dinamarquesa.

## Discografia

### Álbum de estúdio
Como SuPer Sisters
- 1989: SuPer Sisters
- 1990: Mariehønen

Como Me & My
- 1995: Me & My
- 1999: Let the Love Go On
- 2001: Fly High
- 2007: The Ultimate Collection

### Singles
- "Dub-I-Dub" (1995)
- "Baby Boy" (1995)
- "Lion Eddie" (1996)
- "Waiting" (1996)
- "Let the Love Go On" (1999)
- "Loving You" (1999)
- "Every Single Day" (1999)
- "So Many Men" (2000)
- "Fly High" (2000)
- "Sleeping My Day Away" (2001)
- "La La Superstar" (2001)
- "Too Much Christmas" (2007)

## Festival Eurovisão da Canção
Susanne Georgi concorreu sozinha ao festival de selecção nacional da música andorrina para a Eurovisão, da qual saiu vencedora, e foi em Maio à Moscovo, para representar Andorra no Festival Eurovisão da Canção 2009.

## Ligações Externas
- Me & My (Site Oficial)
- Me & My (MySpace Oficial)
- Susanne Georgi's personal MySpace page
- Pernille Georgi's personal MySpace page
- Discogs: Me & My
- Me & My Fansite ~Europe~
- Me & My at Bubblegum Dancer[ligação inativa]
- Me & My profil and discography in Czech language